# Dialeurodes ara
Dialeurodes ara là một loài côn trùng cánh nửa trong họ Aleyrodidae, phân họ Aleyrodinae.
Dialeurodes ara được Corbett miêu tả khoa học đầu tiên năm 1935.